# Fi 157 (航空機)
フィーゼラー Fi 157
ハインケル He 111に吊り下げられたフィーゼラー Fi 157
- 用途：ターゲット・ドローン
- 製造者：フィーゼラー
- 初飛行：1937年
- 生産数：3機
- 運用状況：試作のみ

フィーゼラー Fi 157（Fieseler Fi 157）は、ドイツのフィーゼラー社で設計、製造され、不成功に終わった無線操縦の対空標的用の実物大航空機である。

## 開発
1937年にドイツ航空省（RLM）はフィーゼラー社と無線操縦のターゲット・ドローンの製造契約を締結した。Fi 157は全木製構造の低翼単葉機となり、爆撃機の下面に吊り下げられて空中で射出された。試作機の3機全てが試験中に墜落した。無線誘導の研究のためにFi 158と命名された有人機版が1機のみ製造された。

## 要目
（Fi 157）
- 乗員：
- 全長：6.6 m (22 ft)
- 全幅：7.0 m (23 ft)
- 全高：1.7 m (6 ft)
- 翼面積：
- 空虚重量：494 kg (1,090 lb)
- 全備重量：646 kg (1,420 lb)
- エンジン：1 × ヒルト HM506、160 hp (120 kW)
- 最高速度：350 km/h (190 knots, 220 mph)
- 巡航速度：300 km/h (160 knots, 190 mph)
- 巡航高度：
- 航続距離：370 km (200 nm, 230 mi)